# スーパー大火勢
スーパー大火勢（スーパーおおがせ）は、福井県大飯郡おおい町で行われるイベントである。旧大飯町の各地で行われている祭り「大火勢」をモチーフとして、1995年からおおい町、実行委員会などが主催となって開催されている。
イベントは、毎年8月上旬に行われ、20 mの大松明に火を着け立ち上げるメインイベントとともに、音楽連動型の花火などが人気を集めている。

## 福谷の大火勢
江戸初期から始められたと言われ、保存会の人々により300年間続いてたきた豪壮な火祭。福井県の指定無形民俗文化財にも指定されている。
8月23日・24日の2晩続けて行われ地区の入り口に近い火勢山で上げられる。
大松明（大火勢）は長さ14 mのヒノキに横木を5段輪状に束ね、アシやススキを乾燥しておいたものを結んで作り、初日は伊射奈伎神社へ、翌日は熊野神社へ奉納される。
その後、火勢を山上に上げ午後8時頃、高張提灯を先頭に、笛、鉦、大太鼓で囃しながら、各自松明をかざし、火勢山へ登る。
約1時間笛、鉦、大太鼓の合図に従い大火勢に点火し垂直に立て、回転させ、また倒しては起こす、これを数回繰り返す。燃え尽きると、高張提灯を掲げ、伊射奈伎神社まで歩き、境内で夜遅くまで踊り続ける。
元は愛宕信仰に基づく火災鎮護の祭りであり京都の愛宕さんまで種火をもらいに行く。

## スーパー大火勢
開催当日のJR小浜線では通常ダイヤに加え、花火終了後を中心に「スーパー大火勢○○号」と称した臨時列車を両方向とも運行する。

## 交通
- 小浜線若狭本郷駅